# Carl Eitz

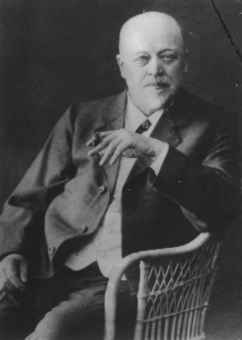
Carl Eitz

Carl Andreas Eitz, född 25 juni 1848, död 18 april 1924, var en tysk musikpedagog.
Eitz var skapare av "tonordmetoden", som ville göra sångundervisningen i skolan mer framgångsrik genom ett system av stavelser på de olika tonerna. Bland Eitz musikteoretiska verk märks Das mathematischreine Tonsystem (1891), Bausteine zum Schulgesangunterricht (1911), samt Der Gesangunterricht als Grundlage der musikalischen Bildung (1914).